# Hyporhamphus picarti
Hyporhamphus picarti is een straalvinnige vissensoort uit de familie van halfsnavelbekken (Hemiramphidae). De wetenschappelijke naam van de soort werd voor het eerst geldig gepubliceerd in 1847 door de Franse ichtyoloog Achille Valenciennes.